# 里哈维亚

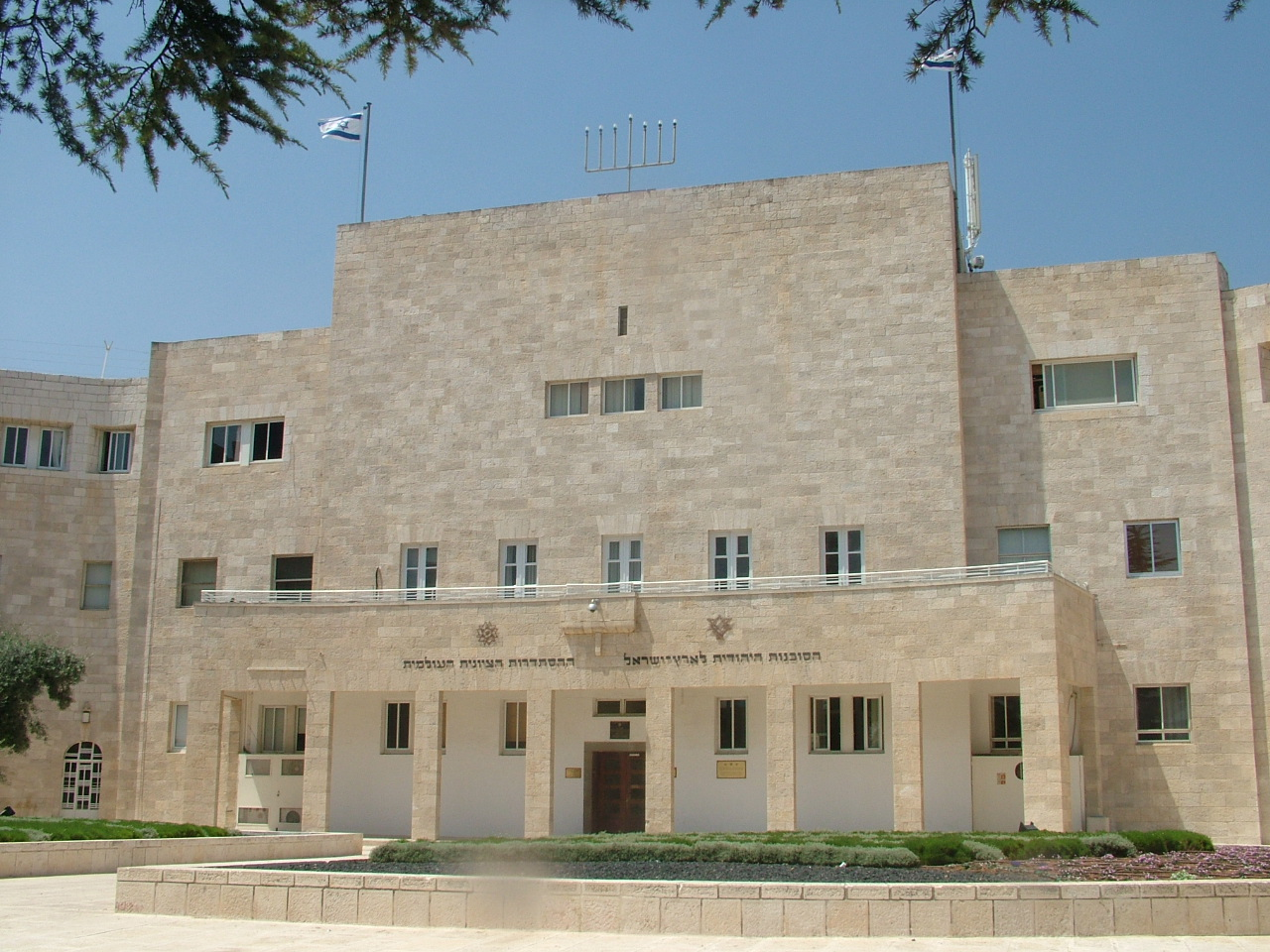
以色列犹太人事务局

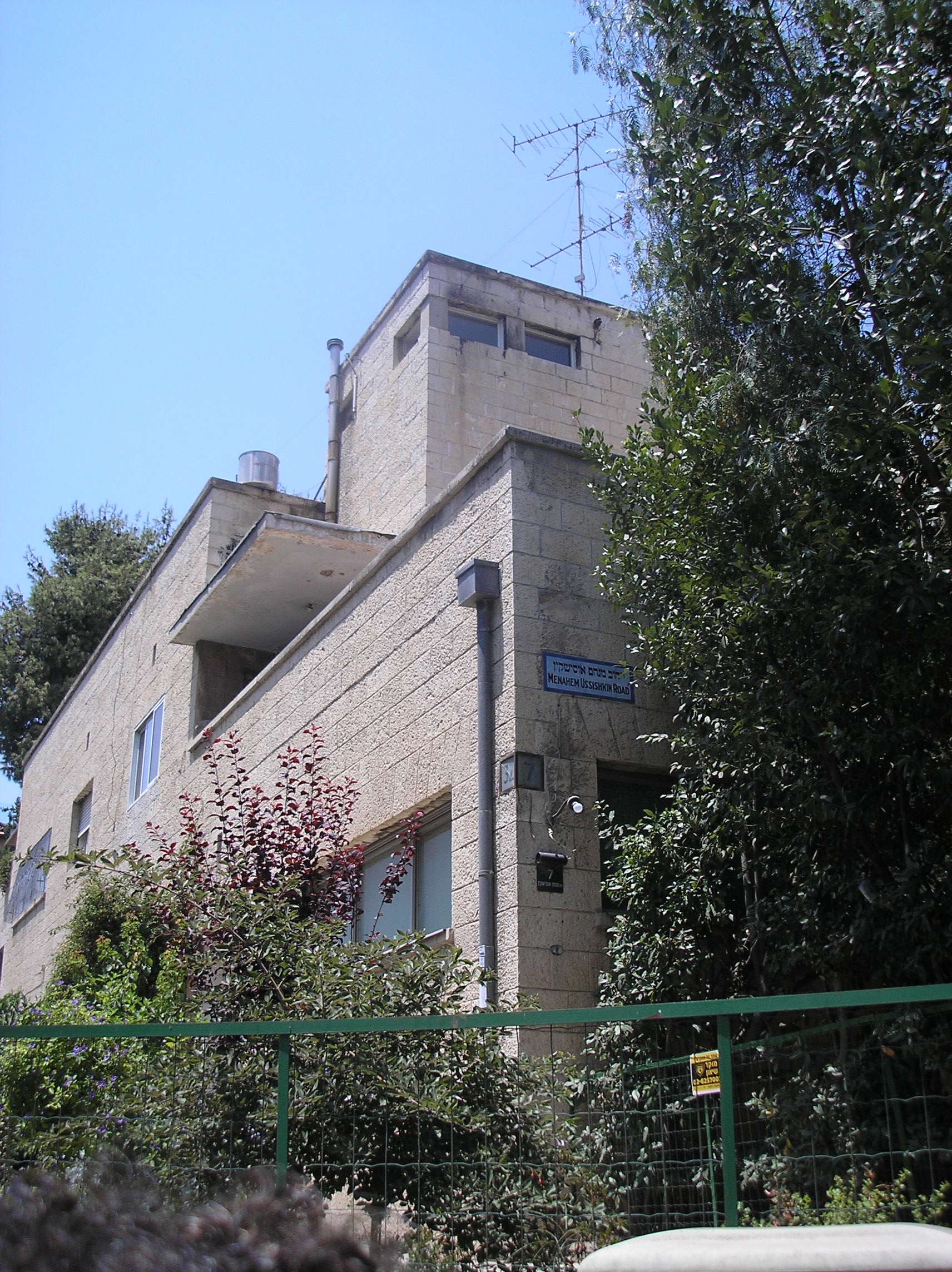

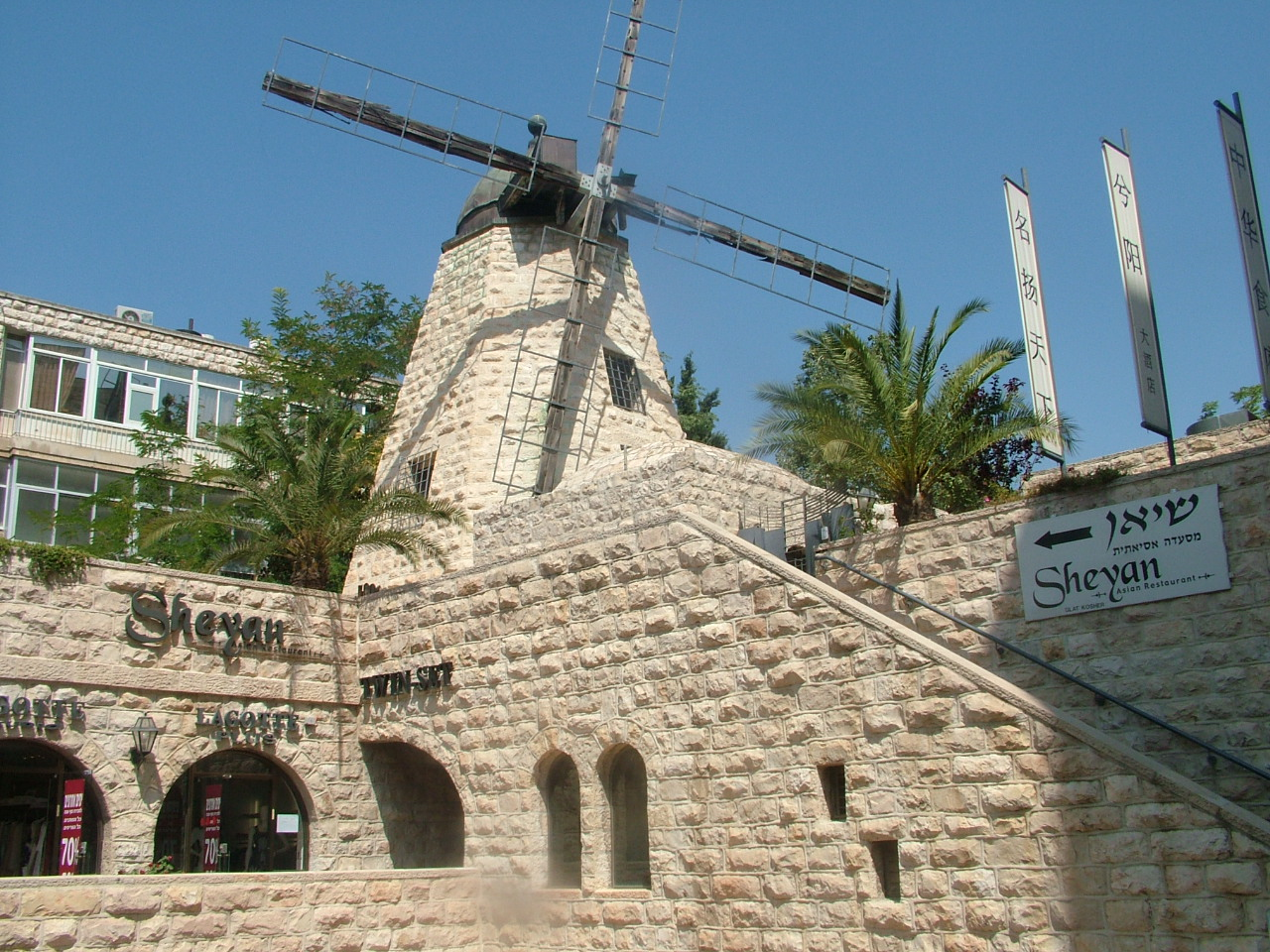
风车房，兮阳大酒店

里哈维亚（希伯來語：‎，Rehavia）是耶路撒冷的一个高档社区，位于市中心与塔尔比亚之间。

## 历史
里哈维亚兴建于1921年巴勒斯坦土地开发公司从希腊正教会购买的一大块土地上，第一栋房屋在1924年建成。它是以摩西的孙子的名字命名。 德国犹太建筑师理查德·考夫曼设计了这个花园社区。里哈维亚中学、Yeshurun犹太会堂和以色列犹太人事务局都建在这片土地上，俯瞰着耶路撒冷老城。里哈维亚模仿了欧洲的花园城市，并搭配当时流行的国际风格。
以色列总理官邸设于贝尔福街和斯摩棱斯基街转角。
里哈维亚的地标建筑包括：以色列犹太人事务局总部、风车房和雷根斯堡修道院。